# Regium Waterfront
Il Regium Waterfront di Reggio Calabria è un'opera di riqualificazione urbana significativa che mira a ridefinire il rapporto della città con il suo mare, collegando il Lungomare Falcomatà con l'area portuale di Reggio Calabria e prolungandolo ulteriormente a sud grazie al Parco Lineare Sud.

## Storia
Il nuovo Waterfront è stato inaugurato sabato 22 maggio 2021, creando nuovi spazi di aggregazione sociale. Sebbene il Lungomare Falcomatà abbia una storia più lunga (con riqualificazioni importanti tra il 1994 e il 2000), il Regium Waterfront rappresenta un'ulteriore estensione e innovazione.
Il masterplan porta la firma dello studio Zaha Hadid Architects, che progettò l'opera nel 2007, con il coordinamento dell'architetto Filippo Innocenti. Il progetto è stato poi affidato per la progettazione definitiva ed esecutiva ad Artuso Architetti Associati.
Ad oggi (giugno 2025) avanzano i lavori per la riqualificazione del Lido Comunale Zerbi. che da molti anni versa in stato di quasi abbandono.

## Caratteristiche e finalità
Il progetto si estende su un'area di circa 50.000 mq e include:
- La creazione di un Centro delle Culture del Mediterraneo, progettato da Zaha Hadid, che sarà il cuore pulsante del Waterfront. Questo centro prevede spazi espositivi, un archivio, un acquario e una biblioteca, oltre a un centro multifunzionale con negozi, cinema e auditorium. I lavori per questo centro sono stati avviati il 22 febbraio 2025.

- Una scalinata monumentale con una discesa d'acqua luminosa, che collega una piazza inferiore (ingresso del Lido Zerbi) e una superiore nell'area della Pineta Zerbi.

- La riqualificazione della storica Pineta Zerbi, con nuove piantumazioni e arredi urbani.

- Un nuovo terminal bus e aree parcheggio nella Stazione Lido.

L'obiettivo in sintesi, è quello di trasformare un'area precedentemente degradata in un polo di aggregazione sociale e turistico, valorizzando il panorama sullo Stretto di Messina.

## Zone del Waterfront
Il Waterfront può essere diviso in 4 zone differenti:
1. Zona Museo del Mare: in questa zona sorgerà il Centro per le Culture del Mediterraneo, dove attualmente c'è il Cantiere Nautico di Reggio Calabria. Inoltre in questa zone si trova il moderno parcheggio del lungomare, costruito tra il 2018 e il 2020 nell'area dove precedentemente sorgeva la Stazione Mare.
2. Zona Pineta: qui è sita la Pineta Zerbi e la Scalinata di Via Giunchi, a ridosso di questa si trova anche il Lido Comunale.
3. Zona Tempietto: in questa zona sorge l'appena rinnovato Tempietto, che è dotato di: giostre per bambini, un bar, un ampio parcheggio e un campetto da basket.
4. Parco Lineare Sud: questa zona, ancora non collegata al resto del Waterfront, a causa dell'ancora non costruito ponte sul Calopinace; nonostante ciò la il Parco Lineare Sud è già ampiamente usato dai residenti come luogo di svago.